# Haroldius turnai
Haroldius turnai är en skalbaggsart som beskrevs av Kral 2003. Haroldius turnai ingår i släktet Haroldius och familjen bladhorningar. Inga underarter finns listade i Catalogue of Life.